# Jigal Antebi (piłkarz)
Jigal Antebi (hebr. יגאל אנטבי, ur. 1 sierpnia 1974 w Riszon le-Cijjon) – izraelski piłkarz. W reprezentacji Izraela zadebiutował w 2002 roku. W latach 2002−2007 rozegrał w niej dziesięć meczów.